# زلیخه الشهابی

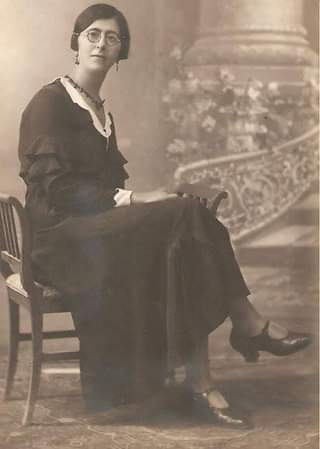
زلیخه الشهابی

زلیخه الشهابی (۱۹۰۱–۱۹۹۲)، فعال حقوق زنان فلسطینی بود.
او یکی از اعضای مؤسس سازمان پیشگام «انجمن زنان عرب فلسطین» در سال ۱۹۲۹ بود و به عنوان اولین خزانه دار آن خدمت کرد. پیشگامان جنبش زنان فلسطین عموماً از اقلیت زنان طبقه متوسط مدرنیست بی‌حجاب با تحصیلات غربی بودند که از رهایی زنان برای کمک به موفقیت فلسطین آزاد آینده دفاع می‌کردند.
او تعدادی تظاهرات به نفع استقلال فلسطین ترتیب داد و در آن شرکت کرد. او همچنین در کارهای بشردوستانه به نفع فلسطینی‌ها مشارکت داشت.
وی همچنین یکی از بنیانگذاران سازمان آزادیبخش فلسطین در سال ۱۹۶۴ بود.